# Andrea Büttner (Lebensmittelchemikerin)
Andrea Büttner (* 1971) ist eine deutsche Lebensmittelchemikerin.

## Leben
Andrea Büttner studierte von Mai 1991 bis Juni 1995 an der Ludwig-Maximilians-Universität München (LMU) Lebensmittelchemie. Im September 1995 begann sie an ihrer Promotion zu „Riechstoffe in Zitrussäften“ zu arbeiten, die sie im Januar 1999 abschloss. An der Deutschen Forschungsstelle für Lebensmittelchemie in München war sie von 1999 bis 2005 als wissenschaftliche Mitarbeiterin tätig.  Im Juli 2006 habilitierte sie in Lebensmittelchemie zur „Aromafreisetzung und -wahrnehmung beim Verzehr von Lebensmitteln“ an der Technischen Universität München (TUM).
2007 trat sie ins Fraunhofer-Institut ein. Das neue Geschäftsfeld Produktwirkung wurde von ihr aufgebaut, ebenso die Abteilung Analytische Sensorik.
Seit 2020 ist sie geschäftsführende Institutsleiterin des Fraunhofer-Instituts für Verfahrenstechnik und Verpackung IVV mit Standorten in Freising und Dresden.
Als Gruppenleiterin in der Nachwuchsgruppe beim BMBF-Programm „Molekulare Grundlagen der menschlichen Ernährung“ an der Friedrich-Alexander-Universität (FAU) Erlangen-Nürnberg war sie von 2007 bis Oktober 2011 tätig. An der FAU etablierte sie die Arbeitsgruppe „Aromaforschung“. 2012 wurde sie zur Professorin für Aromaforschung ernannt. 2017 wurde sie am Fraunhofer zur stellvertretenden Institutsleiterin, 2019 Mitglied der Institutsleitung. Sie ist Sprecherin des Fraunhofer Leitmarkt Ernährungswirtschaft und stellvertretende Sprecherin des Fraunhofer Strategischen Forschungsfeld Bioökonomie.
Seit 2017 ist Büttner Lehrstuhlleiterin und Professorin für Aroma- und Geruchsforschung an der Friedrich-Alexander-Universität Erlangen-Nürnberg (FAU) Erlangen. 2020 arbeitet sie von April bis Dezember als wissenschaftliche Leiterin des Kompetenzzentrums Lebensmittel- und Verpackungstechnik des Fraunhofer-Instituts IVV in Kempten.
Die Schwerpunkte ihrer Forschung liegen aktuell unter anderem auf der Verbesserung und auf dem Erhalt von Lebensmittel- und Produktqualität sowie der Entwicklung von Analytik und Diagnostik in vernetzten und intelligenten Systemen zur Sicherung höchster Produktqualität und Verbraucherakzeptanz. Sie lehrt darüber hinaus an der FAU die biochemischen Grundlagen der humanen Ernährung und Chemosensorik.

## Auszeichnungen
Andrea Büttner wurde u. a. ausgezeichnet mit dem ACS Fellow Award, Agricultural and Food Chemistry Division der American Chemical Society, dem Nutricia Wissenschaftspreis, dem Young Investigator Award der Food and Agricultural Division der American Chemical Society (ACS), dem Kurt-Täufel-Preis des Jungen Wissenschaftlers der Lebensmittelchemischen Gesellschaft der Gesellschaft Deutscher Chemiker.